# とんねるずが生放送!音楽番組全部見せます!!-名曲で元気になろう-
『とんねるずが生放送!音楽番組全部見せます!!-名曲で元気になろう-』（とんねるずがなまほうそう おんがくばんぐみぜんぶみせます めいきょくでげんきになろう）は、フジテレビ系列で2012年3月21日 19:00 - 23:03（JST）に生放送された音楽特別番組である。

## 概要
とんねるずが総合司会を担当。また、フジテレビと関係性が強いとんねるずと音組がタッグを組んで番組が制作されるのは史上初となる。
1997年にフジテレビがお台場に移転して15年を迎え、『MUSIC FAIR』、『HEY!HEY!HEY!』、『堂本兄弟』、『僕らの音楽』などの音楽番組や、『FNS歌謡祭』、『FNS27時間テレビ』、『ジャニーズカウントダウンライブ』などの年に1回放送される特別番組で披露された1997年〜2012年の名曲を振り返り、当番組に出演したアーティストによる生ライブも行われた。
また、過去に放送された上記の番組で実現したフジテレビの音楽番組でしか観られない伝説の共演100選も紹介された。
出演アーティストは、1990年代後半から2010年代前半に活躍した日本を代表するアーティストが出演した。なお、SMAPや嵐などのジャニーズ事務所所属のアーティストは、VTRで楽曲を取り上げてはいたが、当番組には一切出演しなかった。
とんねるずは小室哲哉とつんく♂の2人とはそれぞれ数年ぶりの共演となり、氷川きよしと松平健とはそれぞれ初共演だった。
平均視聴率は13.1%。

## 放送時間
2012年3月21日（水曜日）19:00 - 23:03（4時間3分）（JST）

## 出演者

### 司会
- とんねるず（石橋貴明・木梨憲武）

### 進行
- 伊藤利尋（フジテレビアナウンサー）
- 加藤綾子（当時フジテレビアナウンサー）
- 三田友梨佳（フジテレビアナウンサー）

### 出演アーティスト（ゲスト）
- 郷ひろみ
- 氷川きよし
- 槇原敬之
- 倉木麻衣
- 森山直太朗
- 平原綾香
- 秋川雅史
- 松平健
- 米良美一
- AKB48（18歳以上のみ出演）[注 1]
- 矢島美容室
- 小室哲哉
- つんく♂
- 篠原ともえ
- モーニング娘。OG
  - 飯田圭織
  - 安倍なつみ
  - 保田圭
  - 辻希美
- 後藤次利
- 武田真治

### 清水バンド（音楽・演奏）
- 清水俊也（ピアノ）
- 渡辺格（ギター）
- 狩野良昭（ギター）
- 渡辺道啓（ベース）
- 小田原豊（ドラム）
- 大平勉（キーボード）
- 中北裕子（パーカッション）
- 弦一徹ストリングス（ストリングス）
- 竹上良成（サックス）
- 中上晶（トランペット）
- 川原聖仁（トロンボーン）
- 片岡詩乃（ハープ）
- 今井マサキ（コーラス）
- 加藤いづみ（コーラス）
- 藤田真由美（コーラス）

- 矢吹俊郎

## 生ライブ（セットリスト）
| 順番 | アーティスト                     | 楽曲                                       |
| ---- | -------------------------------- | ------------------------------------------ |
| 1    | とんねるず×後藤次利              | 一番偉い人へ (1992/TUNNELS)                |
| 2    | 米良美一                         | もののけ姫 (1997)                          |
| 3    | 郷ひろみ                         | GOLDFINGER '99 (1999)                      |
| 4    | 倉木麻衣                         | Love, Day After Tomorrow (1999)            |
| 5    | 氷川きよし                       | きよしのズンドコ節 (2002)                  |
| 6    | 森山直太朗                       | さくら（独唱） (2003)                      |
| 7    | 平原綾香                         | Jupiter (2003)                             |
| 8    | 松平健                           | マツケンサンバII (2004)                    |
| 9    | 秋川雅史                         | 千の風になって (2006)                      |
| 10   | 矢島美容室                       | ニホンノミカタ -ネバダカラキマシタ- (2008) |
| 11   | AKB48×後藤次利×武田真治×AKB40'30 | GIVE ME FIVE! (AKB48)                      |
| 12   | AKB48                            | Everyday、カチューシャ (2011)              |
| 13   | 槇原敬之×出演者全員              | 世界に一つだけの花 (2003/SMAP)             |

## 1997年〜2012年の名曲 超貴重映像集

### 1997 名曲集
- GLAY「HOWEVER」
- 広末涼子「MajiでKoiする5秒前」
- Mr.Children「Everything（It's you）」
- KinKi Kids「硝子の少年」
- SPEED「White Love」
- 松たか子「明日、春が来たら」
- T.M.Revolution「HIGH PRESSURE」
- 今井美樹「PRIDE」

### 1998 名曲集
- 福山雅治「Heart」
- KinKi Kids「全部だきしめて」
- 野猿「叫び」
- モーニング娘。「モーニングコーヒー」

### 1999 名曲集
- 嵐「A・RA・SHI」
- ポルノグラフィティ「アポロ」
- 鈴木亜美「BE TOGETHER」
- 坂本龍一「Energy Flow」
- モーニング娘。「LOVEマシーン」
- GLAY「BE WITH YOU」

### 2000 名曲集
- サザンオールスターズ「TSUNAMI」
- 小柳ゆき「あなたのキスを数えましょう -You were mine-」
- 蓮井朱夏「ZOO 〜愛をください〜」
- 福山雅治「桜坂」
- Whiteberry「夏祭り」
- 浜崎あゆみ「SEASONS」

### 2001 名曲集
- 宇多田ヒカル「Can You Keep A Secret?」
- CHEMISTRY「PIECES OF A DREAM」
- くず「ムーンライト」
- モーニング娘。「恋愛レボリューション21」
- ZONE「secret base ~君がくれたもの~」
- 桑田佳祐「白い恋人達」

### 2002 名曲集
- 柴矢裕美「おさかな天国」
- 平井堅「大きな古時計」
- 松浦亜弥「♡桃色片想い♡」
- RIP SLYME「楽園ベイベー」
- 元ちとせ「ワダツミの木」

### 2003 名曲集
- ORANGE RANGE「上海ハニー」
- I WiSH「明日への扉」
- 一青窈「もらい泣き」
- はなわ「佐賀県」
- 中島美嘉「雪の華」

### 2004 名曲集
- 大塚愛「さくらんぼ」
- 倖田來未「キューティーハニー」
- ゆず「栄光の架橋」

### 2005 名曲集
- 修二と彰「青春アミーゴ」
- Crystal Kay「恋におちたら」
- WaT「僕のキモチ」
- コブクロ「桜」
- BoA「メリクリ」
- サンボマスター「世界はそれを愛と呼ぶんだぜ」

### 2006 名曲集
- KAT-TUN「Real Face」
- DJ OZMA「アゲ♂アゲ♂EVERY☆騎士」
- レミオロメン「粉雪」
- TOKIO「宙船（そらふね）」

### 2007 名曲集
- Perfume「ポリリズム」
- 嵐「Love so sweet」
- KOH+「KISSして」
- 絢香×コブクロ「WINDING ROAD」

### 2008 名曲集
- 羞恥心「羞恥心」
- 安室奈美恵「NEWLOOK」
- Superfly「愛をこめて花束を」

### 2009 名曲集
- 嵐「Believe」
- ゆず「虹」

### 2010 名曲集
- 坂本冬美「また君に恋してる」
- AKB48「ヘビーローテーション」
- いきものがかり「ありがとう」
- 少女時代「Gee」
- 斉藤和義「ずっと好きだった」

### 2011 名曲集
- EXILE「Rising Sun」

## 伝説の共演100選
- 1.谷村新司×吉田拓郎×KinKi Kids×篠原ともえ「高校三年生」
- 2.槇原敬之×SPEED×ヘキサゴンオールスターズ「私がオバさんになっても」
- 3.鈴木雅之×菊池桃子「渋谷で5時」
- 4.和田アキ子×武田真治×押尾コータロー「古い日記」
- 5.JUJU×徳永英明「やさしさで溢れるように」
- 6.KARA×芦田愛菜「ジェットコースターラブ」
- 7.沢田研二×KinKi Kids「勝手にしやがれ」
- 8.佐野元春×織田裕二「SOMEDAY」
- 9.郷ひろみ×AKB48「花とみつばち」
- 10.美川憲一×浜崎あゆみ「さそり座の女」
- 11.平井堅×坂本九「見上げてごらん夜の星を」
- 12.加山雄三×氷川きよし「夜空の星」
- 13.堺正章×井上順「あの時君は若かった」
- 14.矢島美容室×プリンセス・セイコ「アイドルみたいに歌わせて」
- 15.イルカ×森山良子「なごり雪」
- 16.黒木瞳×宝塚歌劇団「すみれの花咲く頃」
- 17.スガシカオ×YUI「夜空ノムコウ」
- 18.郷ひろみ×つんく♂「LOVEマシーン」
- 19.東方神起×清塚信也×松本蘭「夏の終りのハーモニー」
- 20.玉置浩二×KinKi Kids「悲しみにさよなら」
- 21.南こうせつ×嵐×松下奈緒「妹」
- 22.中森明菜×浜崎あゆみ「少女A」
- 23.小田和正×KinKi Kids×吉田拓郎「ラブ・ストーリーは突然に」
- 24.森高千里×奥居香「雨」
- 25.明石家さんま×BEGIN「笑顔のまんま」
- 26.ゆず×いきものがかり「サヨナラバス」
- 27.松崎しげる×布施明「愛のメモリー」
- 28.奥居香×KEIKO「19 GROWING UP -ode to my buddy-」
- 29.松田聖子×松任谷正隆「制服」
- 30.久保田利伸×平井堅×押尾コータロー「Missing」
- 31.テゴマス×渡り廊下走り隊7×HOME MADE 家族「チョコレイト・ディスコ」
- 32.高田渡×なぎら健壱×坂崎幸之助「生活の柄」
- 33.布袋寅泰×吉井和哉「スリル」
- 34.徳永英明×ATSUSHI「壊れかけのRadio」
- 35.SPEED×AKB48「White Love」
- 36.吉田拓郎×ムッシュかまやつ×久本雅美「我が良き友よ」
- 37.深田恭子×ケンドーコバヤシ×ブラザートム「天才ドロンボー」
- 38.森山良子×森山直太朗「涙そうそう」
- 39.忌野清志郎×仲井戸“CHABO”麗市「アイ・シャル・ビー・リリースト」
- 40.野猿×KinKi Kids「硝子の少年」
- 41.上岡龍太郎×トーマス・オマリー×KinKi Kids「六甲おろし（阪神タイガースの歌）」
- 42.徳永英明×貴乃花光司「輝きながら…」
- 43.薫と友樹、たまにムック。×AKB48「マル・マル・モリ・モリ!」
- 44.Superfly×秦基博「楓」
- 45.山本譲二×北島三郎「みちのくひとり旅」
- 46.ENDLICHERI☆ENDLICHERI×小林武史「ソメイヨシノ」
- 47.加山雄三×KONISHIKI「お嫁においで」
- 48.くず×モーニング娘。「恋人がサンタクロース」
- 49.吉田拓郎×THE ALFEE「どうしてこんなに悲しいんだろう」
- 50.吉川晃司×後藤次利「RAIN-DANCEがきこえる」
- 51.松任谷由実×小室哲哉「BOY MEETS GIRL」
- 52.スキマスイッチ×コブクロ「全力少年」
- 53.今井美樹×矢野顕子「PIECE OF MY WISH」
- 54.江角マキコ×篠原ともえ「PRIDE」
- 55.明石家さんま×吉田拓郎「夏休み」
- 56.平井堅×松下奈緒「美しい人」
- 57.槇原敬之×嵐「冬がはじまるよ」
- 58.横山剣×長瀬智也「タイガー&ドラゴン」
- 59.郷ひろみ×倉木麻衣「言えないよ」
- 60.コック・マック&ノッキー（Bro.KONE×鈴木雅之×木梨憲武）「可愛いいひとよ」
- 61.松田聖子×石井竜也「夏の扉」
- 62.叶美香×浜崎あゆみ「CAN'T TAKE MY EYES OFF YOU」
- 63.AI×加藤ミリヤ「Story」
- 64.森高千里×工藤静香「17才」
- 65.広末涼子×篠原ともえ「恋の罠しかけましょ ~FUNK THE PEANUTSのテーマ~」
- 66.アミダばばあ（明石家さんま）×KinKi Kids「アミダばばあの唄」
- 67.ピンク・レディー×モーニング娘。「渚のシンドバッド」
- 68.三谷幸喜×AKB48[注 2]「Beginner」
- 69.斉藤由貴×一青窈「卒業」
- 70.小林旭×長瀬智也×武田真治「ダイナマイトが百五十屯」
- 71.GACKT×知名定男「島唄」
- 72.谷村新司×ゆず「冬の稲妻」
- 73.米良美一×由紀さおり×安田祥子「ちいさい秋みつけた」
- 74.Dragon Ash×宮本浩次（エレファントカシマシ）「ガストロンジャー」
- 75.今井美樹×KAN「雨にキッスの花束を」
- 76.志村けん×吉田拓郎×坂崎幸之助「時代おくれ」
- 77.氷川きよし×ゴスペラーズ「きよしのズンドコ節」
- 78.YUI×徳永英明「CHE.R.RY」
- 79.西野カナ×倉木麻衣×BoA「君って…」
- 80.トータス松本×田島貴男×斉藤和義×スガシカオ「バンザイ ~好きでよかった~」
- 81.JUJU×柏木由紀×渡辺麻友「明日がくるなら」
- 82.森山直太朗×森山良子「さくら」
- 83.工藤静香×浜崎あゆみ「嵐の素顔」
- 84.坂本冬美×ジェロ「夜桜お七」
- 85.山崎まさよし×織田裕二「セロリ」
- 86.小泉今日子×高見沢俊彦「木枯しに抱かれて」
- 87.さだまさし×平原綾香×森山直太朗×松浦亜弥「雨やどり」
- 88.GLAY×氷室京介「ANSWER」
- 89.石川ひとみ×NSP「君は輝いて 天使にみえた」
- 90.薬師丸ひろ子×平井堅「Woman“Wの悲劇”より」
- 91.久保田利伸×松下奈緒「流星のサドル」
- 92.松任谷由実×原田知世「ダンデライオン ~遅咲きのたんぽぽ」
- 93.桑田佳祐×木梨憲武「Layla」「与作」
- 94.ゴスペラーズ×東方神起×Le Velvets「永遠に」
- 95.安室奈美恵×GACKT「いつかのメリークリスマス」
- 96.和田アキ子×徳永英明「あの鐘を鳴らすのはあなた」
- 97.DREAMS COME TRUE×絢香「LOVE LOVE LOVE」
- 98.忌野清志郎×ウルフルズ「デイ・ドリーム・ビリーバー」
- 99.野猿×LOVE LOVE ALL STARS「情けねぇ」
- 100.『FNS音楽特別番組 上を向いて歩こう 〜うたでひとつになろう日本〜』の出演者全員「上を向いて歩こう」

## ナレーション
- 牧原俊幸（当時フジテレビアナウンサー）
- 高橋真麻（当時フジテレビアナウンサー）

## スタッフ
- 制作：港浩一
- エグゼグティブプロデューサー：石田弘
- 監修：遠藤察男
- 構成：山内浩嗣、高須光聖、津曲ラッキー（津曲裕之）
- デザイン：越野幸栄
- 美術プロデューサー：楫野淳司
- 美術進行：西嶋友里
- 大道具：引馬幹晴、永冨育浩
- アートフレーム：三浦文裕
- 電飾：久光義紀、渡辺信一
- アクリル装飾：永山淳
- 特殊装置：岩瀬直孝、村上雅洋
- 生花装飾：長崎由利子
- 視覚効果：小熊雅樹
- かつら：八津田一寛
- メイク：石井織恵
- 衣装：山田斉
- TD／CAM：米山和孝
- SW：勝村信之
- VE：小川栄治
- 照明：和田智裕
- LED：石野創太
- CG：瀬井貴之
- 音声：菊地道元
- 音響：松田勝治
- 楽器：島津哲也
- 音響効果：中田圭三・若月正幸（4-Legs）
- 編集：三浦秀稔・清野和敬（IMAGICA）
- MA：吉田肇
- 編曲：清水俊也
- 音楽コーディネート：須永武典、大滝拓見
- 編成：佐藤未郷
- 広報：島谷真理
- TK：平野美紀子、槇加奈子、星美香
- フロアディレクター：鈴木靖広、平田亮輔
- AD：島田和正
- ディレクター：三浦淳、浜崎綾、大野悟、正木友美子、松本絵理
- AP：福井倫子、加藤万貴、後藤夏美、湯瀬恵理子
- プロデューサー：太田一平、土田芳美、宇賀神裕子
- 演出：冨田哲朗
- チーフプロデューサー：きくち伸
- 協力：アライバル、ハーフトーンミュージック
- 技術協力：八峯テレビ、サンフォニックス、FLT、明光セレクト、田中電設、PRG、ダブルビジョン、SiS、ランダム
- 制作：フジテレビバラエティ制作センター・フジテレビ音組
- 制作著作：フジテレビ